# مایکل رورک
مایکل روارک (انگلیسی: Michael Roark؛ زادهٔ ۹ مهٔ ۱۹۸۳) یک هنرپیشه، و وکیل اهل ایالات متحده آمریکا است.